# هرمن کان
 هرمن کان (انگلیسی: Herman Kahn؛ ۱۵ فوریهٔ ۱۹۲۲ – ۷ ژوئیهٔ ۱۹۸۳) یک دانشمند در زمینه راهبرد نظامی، و نظریه سامانه‌ها اهل ایالات متحده آمریکا بود. وی نقش به سزایی در تعیین راهبرد اتمی آمریکا داشت.